# Calbayog
Calbayog è una città componente delle Filippine, situata nella Provincia di Samar, nella Regione di Visayas Orientale.
Calbayog è formata da 157 baranggay:
- Acedillo
- Aguit-itan (Pob.)
- Alibaba
- Amampacang
- Anislag
- Awang East (Pob.)
- Awang West (Pob.)
- Ba-ay
- Bagacay
- Bagong Lipunan
- Baja
- Balud (Pob.)
- Bante
- Bantian
- Basud
- Bayo
- Begaho
- Binaliw
- Bontay
- Buenavista
- Bugtong
- Cabacungan
- Cabatuan
- Cabicahan
- Cabugawan
- Cacaransan
- Cag-anahaw
- Cag-anibong
- Cag-olango
- Cagbanayacao
- Cagbayang
- Cagbilwang
- Cagboborac
- Caglanipao Sur
- Cagmanipes Norte
- Cagmanipes Sur
- Cagnipa
- Cagsalaosao
- Cahumpan
- Calocnayan
- Cangomaod
- Canhumadac
- Capacuhan
- Capoocan
- Carayman
- Carmen
- Catabunan
- Caybago
- Central (Pob.)
- Cogon
- Dagum
- Danao I
- Danao II
- Dawo
- De Victoria

- Dinabongan
- Dinagan
- Dinawacan
- Esperanza
- Gabay
- Gadgaran
- Gasdo
- Geraga-an
- Guimbaoyan Norte
- Guimbaoyan Sur
- Guin-on
- Hamorawon
- Helino
- Hibabngan
- Hibatang
- Higasaan
- Himalandrog
- Hugon Rosales
- Jacinto
- Jimautan
- Jose A. Roño
- Kalilihan
- Kilikili
- La Paz
- Langoyon
- Lapaan
- Libertad
- Limarayon
- Longsob
- Lonoy
- Looc
- Mabini I (Calbayog District)
- Mabini II (Oquendo District)
- Macatingog
- Mag-ubay
- Maguino-o
- Malaga
- Malajog
- Malayog
- Malopalo
- Mancol
- Mantaong (Oquendo District)
- Manuel Barral Sr.
- Marcatubig
- Matobato
- Mawacat
- Maybog
- Maysalong
- Migara
- Nabang
- Naga
- Naguma

- Navarro
- Nijaga
- Oboob
- Obrero
- Olera
- Oquendo (Pob.)
- Osmeña
- Pagbalican
- Palanas
- Palanogan
- Panlayahan
- Panonongan
- Panoypoy
- Patong
- Payahan
- Peña
- Pilar
- Pinamorotan
- Quezon
- Rawis
- Rizal I (Calbayog District)
- Rizal II (Oquendo District)
- Roxas I (Calbayog District)
- Roxas II (Oquendo District)
- Saljag (Baut)
- Salvacion
- San Antonio
- San Isidro
- San Joaquin
- San Jose
- San Policarpio
- San Rufino
- Saputan
- Sigo
- Sinantan
- Sinidman Occidental
- Sinidman Oriental
- Tabawan
- Talahiban
- Tanval
- Tapa-e
- Tarabucan
- Tigbe
- Tinambacan Norte
- Tinambacan Sur
- Tinaplacan
- Tomaliguez
- Trinidad (Sabang)
- Victory
- Villahermosa